# Emil Hallfreðsson
Emil Hallfreðsson (Hafnarfjörður, 29 de junio de 1984) es un exfutbolista islandés que jugaba como centrocampista. Su último club fue el Virtus Verona de Italia.

## Clubes
| Club                           | País       | Año       | Partidos | Goles |
| ------------------------------ | ---------- | --------- | -------- | ----- |
| FH Hafnarfjörður               | Islandia   | 2002-2004 | 29       | 7     |
| Tottenham Hotspur F. C. sub-21 | Inglaterra | 2005-2006 | 0        | 0     |
| Malmö FF                       | Suecia     | 2006      | 19       | 5     |
| FC Lyn Oslo                    | Noruega    | 2007      | 1        | 0     |
| Reggina Calcio                 | Italia     | 2007-2009 | 37       | 2     |
| Barnsley F. C.                 | Inglaterra | 2009-2010 | 30       | 3     |
| Hellas Verona                  | Italia     | 2010-2016 | 196      | 17    |
| Udinese Calcio                 | Italia     | 2016-2018 | 61       | 0     |
| Frosinone Calcio               | Italia     | 2018-2019 | 7        | 0     |
| Udinese Calcio                 | Italia     | 2019      | 3        | 1     |
| Calcio Padova                  | Italia     | 2020-2021 | 44       | 3     |
| Virtus Verona                  | Italia     | 2021-2023 | 50       | 0     |